# Laudakia wui
Laudakia wui là một loài thằn lằn trong họ Agamidae. Loài này được Zhao miêu tả khoa học đầu tiên năm 1998.